# I liga 1978-1979
L'edizione 1978-79 del Campionato polacco di calcio vide la vittoria finale del Ruch Chorzów.
Capocannoniere del torneo fu Kazimierz Kmiecik (Wisła Cracovia), con 17 reti.

## Classifica finale
|     | Classifica         | G  | V  | N  | P  | GF | GS | Pt |
| --- | ------------------ | -- | -- | -- | -- | -- | -- | -- |
| 1.  | Ruch Chorzów       | 30 | 16 | 7  | 7  | 44 | 27 | 39 |
| 2.  | Widzew Łódź        | 30 | 14 | 11 | 5  | 37 | 26 | 39 |
| 3.  | Stal Mielec        | 30 | 14 | 8  | 8  | 43 | 27 | 36 |
| 4.  | Szombierki Bytom   | 30 | 11 | 13 | 6  | 42 | 27 | 35 |
| 5.  | Odra Opole         | 30 | 14 | 6  | 10 | 42 | 28 | 34 |
| 6.  | Legia Varsavia     | 30 | 10 | 13 | 7  | 32 | 28 | 33 |
| 7.  | Lech Poznań        | 30 | 11 | 8  | 11 | 34 | 38 | 30 |
| 8.  | GKS Katowice       | 30 | 10 | 10 | 10 | 28 | 36 | 30 |
| 9.  | Zagłębie Sosnowiec | 30 | 7  | 15 | 8  | 22 | 25 | 29 |
| 10. | Śląsk Wrocław      | 30 | 11 | 7  | 12 | 23 | 27 | 29 |
| 11. | Arka Gdynia        | 30 | 11 | 7  | 12 | 29 | 35 | 29 |
| 12. | ŁKS Łódź           | 30 | 9  | 8  | 13 | 30 | 36 | 26 |
| 13. | Wisła Cracovia     | 30 | 9  | 8  | 13 | 42 | 43 | 26 |
| 14. | Polonia Bytom      | 30 | 9  | 6  | 15 | 23 | 39 | 24 |
| 15. | Pogoń Szczecin     | 30 | 7  | 8  | 15 | 31 | 41 | 22 |
| 16. | Gwardia Warszawa   | 30 | 5  | 9  | 16 | 22 | 41 | 19 |

### Verdetti
- Ruch Chorzów Campione di Polonia 1978-79.
- Ruch Chorzów ammesso alla Coppa dei Campioni 1979-1980.
- Widzew Łódź e Stal Mielec ammesse alla Coppa UEFA 1979-1980.
- Pogoń Szczecin e Gwardia Warszawa retrocesse in II liga polska.